# Yūhi o miteiru ka?
„Yūhi o miteiru ka?” (jap. 夕陽を見ているか?) – szósty singel japońskiego zespołu AKB48, wydany w Japonii 31 października 2007 roku przez DefSTAR Records.
Singel został wydany w trzech edycjach: regularnej oraz dwóch limitowanych. Osiągnął 10 pozycję w rankingu Oricon i pozostał na liście przez 3 tygodnie, sprzedał się w nakładzie 18 429 egzemplarzy.
Utwór tytułowy został wykorzystany w zakończeniu programu Ranking no Paradise (jap. ランキンの楽園).

## Lista utworów
| CD (wer. regularna i limitowana A) |                                                                             |                                                           |                                                           |                                                           |      |
| Nr                                 | Tytuł                                                                       | Słowa                                                     | Kompozycja                                                | Aranżacja                                                 | Czas |
| 1.                                 | „Yūhi o miteiru ka?” (jap. 夕陽を見ているか?) (Original Mix)                | Yasushi Akimoto                                           | Mio Okada                                                 | Tomoaki Takashima                                         | 4:58 |
| 2.                                 | „Viva! Hurricane” (jap. ビバ！ハリケーン)                                   | Yasushi Akimoto                                           | Yoshimasa Inoue                                           | Yoshimasa Inoue                                           | 4:00 |
| 3.                                 | „Yūhi o miteiru ka?” (jap. 夕陽を見ているか?) (Original Mix) (Instrumental) |                                                           | Mio Okada                                                 | Tomoaki Takashima                                         | 4:58 |
| 4.                                 | „Viva! Hurricane” (jap. ビバ！ハリケーン) (Instrumental) (tylko lim. A)     |                                                           | Yoshimasa Inoue                                           | Yoshimasa Inoue                                           | 4:00 |
| CD (wer. limitowana B)             |                                                                             |                                                           |                                                           |                                                           |      |
| Nr                                 | Tytuł                                                                       | Słowa                                                     | Kompozycja                                                | Aranżacja                                                 | Czas |
| 1.                                 | „Yūhi o miteiru ka?” (jap. 夕陽を見ているか?) (Original Mix)                | Yasushi Akimoto                                           | Mio Okada                                                 | Tomoaki Takashima                                         | 4:58 |
| 2.                                 | „Viva! Hurricane” (jap. ビバ！ハリケーン)                                   | Yasushi Akimoto                                           | Yoshimasa Inoue                                           | Yoshimasa Inoue                                           | 4:00 |
| 3.                                 | „Yūhi o miteiru ka?” (jap. 夕陽を見ているか?) (Himawari 2.0 Mix)            | Yasushi Akimoto                                           | Mio Okada                                                 | Tomoaki Takashima                                         | 4:55 |
| 4.                                 | „Yūhi o miteiru ka?” (jap. 夕陽を見ているか?) (Himawari 2.1 Mix)            | Yasushi Akimoto                                           | Mio Okada                                                 | Tomoaki Takashima                                         | 4:55 |
| 5.                                 | „Yūhi o miteiru ka?” (jap. 夕陽を見ているか?) (Original Mix) (Instrumental) |                                                           | Mio Okada                                                 | Tomoaki Takashima                                         | 4:58 |
| 6.                                 | „Viva! Hurricane” (jap. ビバ！ハリケーン) (Instrumental)                    |                                                           | Yoshimasa Inoue                                           | Yoshimasa Inoue                                           | 4:00 |
| DVD (wer. limitowana A)            |                                                                             |                                                           |                                                           |                                                           |      |
| Nr                                 | Tytuł                                                                       | Tytuł                                                     | Tytuł                                                     | Tytuł                                                     | Czas |
| 1.                                 | „Boku no taiyō” (jap. 僕の太陽) (Video Clip)                                | „Boku no taiyō” (jap. 僕の太陽) (Video Clip)              | „Boku no taiyō” (jap. 僕の太陽) (Video Clip)              | „Boku no taiyō” (jap. 僕の太陽) (Video Clip)              |      |
| 2.                                 | „Making of „Boku no taiyō”” (jap. Making of 「僕の太陽」)                   | „Making of „Boku no taiyō”” (jap. Making of 「僕の太陽」) | „Making of „Boku no taiyō”” (jap. Making of 「僕の太陽」) | „Making of „Boku no taiyō”” (jap. Making of 「僕の太陽」) |      |

## Skład zespołu
„Yūhi o miteiru ka?”, „Viva! Hurricane”
- Team A: Atsuko Maeda (środek), Haruna Kojima (środek), Tomomi Itano, Minami Minegishi, Minami Takahashi.
- Team K: Tomomi Kasai, Sae Miyazawa, Erena Ono, Yūko Ōshima.
- Team B: Mayu Watanabe.

„Yūhi o miteiru ka?” (Himawari 2.0 Mix)
- Sayaka Akimoto, Mai Ōshima, Manami Oku, Nozomi Kawasaki, Asuka Kuramochi, Haruna Kojima, Kana Kobayashi, Hitomi Komatani, Mariko Shinoda, Minami Takahashi, Hana Tojima, Rina Nakanishi, Kayo Noro, Kaoru Hayano, Atsuko Maeda, Kayano Masuyama

„Yūhi o miteiru ka?” (Himawari 2.1 Mix)
- Tomomi Itano, Tomomi Ōe, Yūko Ōshima, Megumi Ohori, Erena Ono, Tomomi Kasai, Amina Satō, Natsuki Satō, Yukari Satō, Aki Deguchi, Risa Narita, Yuka Masuda, Natsumi Matsubara, Minami Minegishi, Sae Miyazawa.

## Wersja JKT48
Grupa JKT48 wydała własną wersję piosenki jako drugi singel, pt. Yuuhi wo Miteiruka? – Apakah Kau Melihat Mentari Senja?. Ukazał się 3 lipca 2013 roku w dwóch edycjach: regularnej (CD+DVD) i „teatralnej” (CD).

### Lista utworów
Wer. regularna
| CD  | | |      |
| Nr  | Tytuł | Oryginalna piosenka | Czas |
| 1.  | „Yuuhi wo miteiru ka? -Apakah Kau Melihat Mentari Senja?-”                                                              | „Yūhi o miteiru ka?” | 4:55 |
| 2.  | „Nagai Hikari -Cahaya Panjang-”                                                                                         | „Nagai hikari” (AKB48 Team A 5th Stage)                                                                                 | 6:00 |
| 3.  | „1! 2! 3! 4! Yoroshiku!”                                                                                                | „1! 2! 3! 4! Yoroshiku!”                                                                                                | 5:03 |
| 4.  | „Viva! Hurricane” | „Viva! Hurricane” | 3:58 |
| DVD | | |      |
| Nr  | Tytuł | Tytuł | Czas |
| 1.  | „Yuuhi wo Miteiruka? Music Video -Apakah Kau Melihat Mentari Senja? Music Video-”                                       | „Yuuhi wo Miteiruka? Music Video -Apakah Kau Melihat Mentari Senja? Music Video-”                                       |      |
| 2.  | „Yuuhi wo Miteiruka? Music Video Behind The Scenes - Apakah Kau Melihat Mentari Senja? Music Video Behind The Scenes -” | „Yuuhi wo Miteiruka? Music Video Behind The Scenes - Apakah Kau Melihat Mentari Senja? Music Video Behind The Scenes -” |      |

Wer. „teatralna
| Nr | Tytuł                                                      | Oryginalna piosenka              | Czas |
| -- | ---------------------------------------------------------- | -------------------------------- | ---- |
| 1. | „Yuuhi wo miteiru ka? -Apakah Kau Melihat Mentari Senja?-” | „Yūhi o miteiru ka?”             | 4:55 |
| 2. | „Nagai Hikari -Cahaya Panjang-”                            | „Nagai hikari” (AKB48 5th Stage) | 6:00 |
| 3. | „1! 2! 3! 4! Yoroshiku!”                                   | „1! 2! 3! 4! Yoroshiku!”         | 5:03 |